# Living for the Weekend
Living for the Weekend è il quinto album discografico in studio del gruppo musicale femminile britannico The Saturdays, pubblicato nel 2013.

## Tracce
1. What About Us (feat. Sean Paul) – 3:40 (Camille Purcell, Ollie Jacobs, Philip Jacobs, Sean Henriques)
2. Disco Love – 3:13 (Pálmi Ragner Ásgeirsson, Ásgeir Orri Ásgeirsson, Saethór Kristjánsson, Adam Klein)
3. Gentleman – 3:40 (Priscilla Renea Hamilton, Lukas Nathanson, Scott Effman)
4. Leave a Light On – 3:36 (Mike Mani, Jordan Omley, Lisa Scinta, Amber Riley)
5. Not Giving Up – 3:03 (Anthony Egizii, Celetia Martin, David Musumeci, Carl Ryden, Carla Williams)
6. Lease My Love – 3:40 (Priscilla Renea Hamilton, Rodney Jerkins)
7. 30 Days – 3:04 (Steve Mac, Autumn Rowe)
8. Anywhere with You – 3:16 (Una Healy, Mollie King, Frankie Sandford, Rochelle Humes, Vanessa White, David Schuler, Mike Mani, Jordan Omley)
9. Problem with Love – 3:38 (Mani, Omley, James Scheffer)
10. You Don't Have the Right – 3:43 (Diane Warren)
11. Don't Let Me Dance Alone – 3:26 (Una Healy, Mollie King, Frankie Sandford, Rochelle Humes, Vanessa White, Mike Mani, Jordan Omley)
12. Somebody Else's Life – 2:52 (Una Healy, Mollie King, Frankie Sandford, Rochelle Humes, Vanessa White, Charlie Holmes, Lucie Silvas, Judie Tzuke)